# 母性保護に関する条約
母性保護に関する条約（ぼせいほごにかんするじょうやく、英語: Convention concerning Maternity Protection (Revised 1952)）は、国際労働機関の条約。

## 概要
1952年6月28日に採択、1955年9月7日に発効した。
1919年の産前産後に於ける婦人使用に関する条約について、「女子」の定義と産後の休暇の規定を改正した条約である。
2000年の1952年の母性保護条約に関する改正条約で改正された。

## 批准国
2018年4月時点で41か国が批准しており、うちベネズエラが1985年に脱退したほか、16か国が2000年の条約を批准したことで自動的に本条約から脱退している。